# 约翰街卫理公会教堂
约翰街卫理公会教堂（英語：John Street United Methodist Church）位于美国纽约市曼哈顿约翰街44号，建于1841年。这是北美洲最古老的一个卫理公会堂会的所在地，开始于1766年10月12日。这是这个地点兴建的第三座教堂。
1964年该堂被列为纽约市地标。
位于地下的卫斯理礼拜堂博物馆陈列着许多展现18世纪和19世纪美国卫理公会历史的文物，包括教堂记录、卫斯理时钟（约翰·卫斯理的礼物，1769年），聚会长凳，1767年腓力·恩伯立的讲道台、恩伯立的签名圣经等。

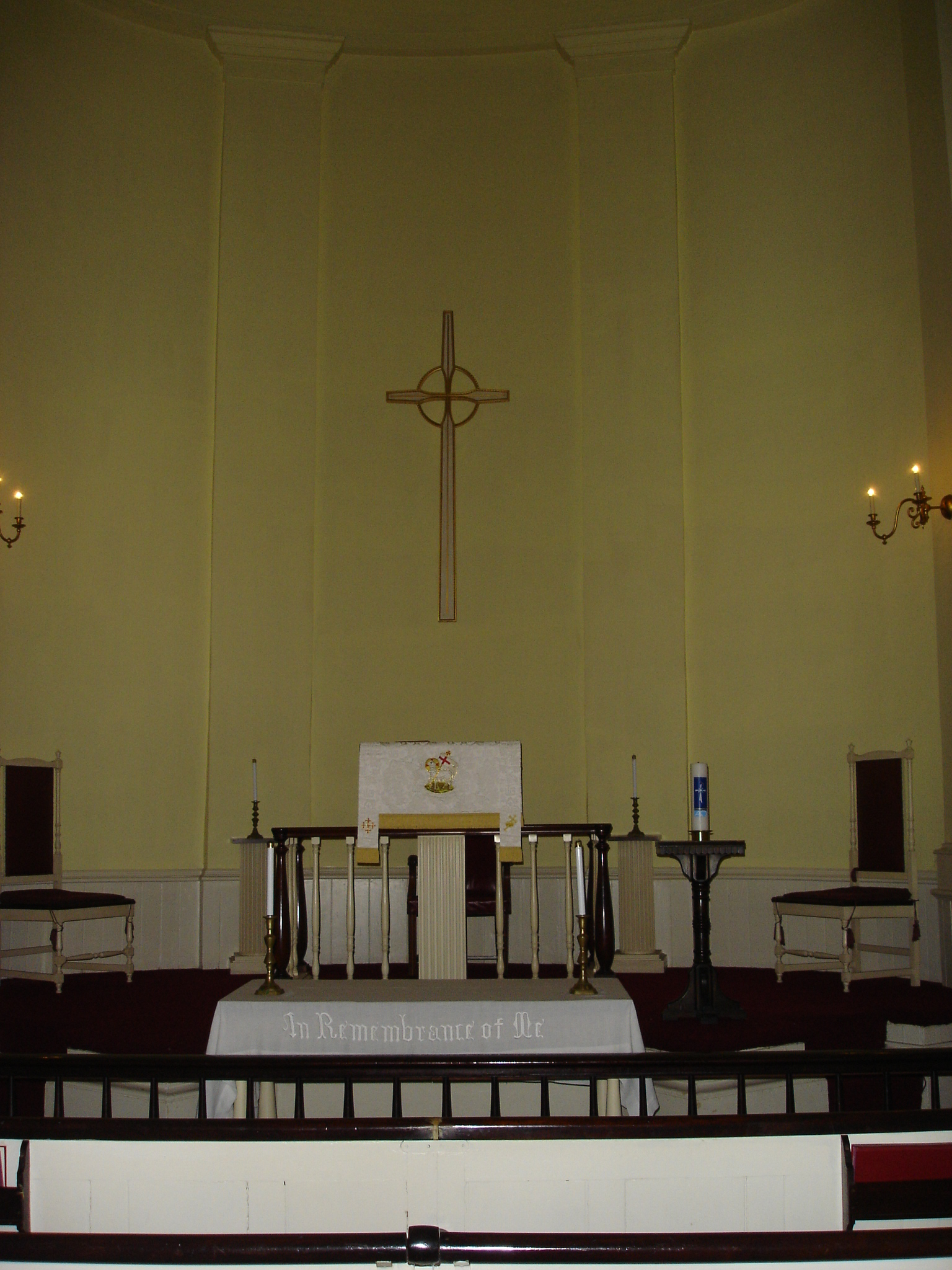
教堂内部

赞美诗作者芬尼·克罗斯贝曾多年在该教堂礼拜。